# Ralf Spenneberg
Ralf Spenneberg (* 21. März 1968 in Münster) ist ein deutscher Fachbuchautor und Linux-Dozent.
Seit 2001 schreibt Spenneberg Fachbücher zum Thema Linux Computersicherheit. Gleichzeitig veröffentlicht er Artikel im Linux-Magazin und iX und hält Vorträge auf Fachkonferenzen.
Seit 2004 betreibt Spenneberg das Unternehmen OpenSource Training Ralf Spenneberg, das Schulungen und Beratungen zu Linux durchführt.
Im Jahr 2018 wurde das Unternehmen in die OpenSource Security GmbH mit Sitz in Steinfurt überführt.

## Schriften
- Intrusion Detection für Linux Server. Mit Open Source-Tools Angriffe erkennen und analysieren. Markt+Technik, 2002, ISBN 978-3-8272-6415-2.
- Intrusion Detection und Prevention mit Snort 2 & Co. Einbrüche auf Linux-Servern erkennen und verhindern. Addison-Wesley, 2004, ISBN 978-3-8273-2134-3.
- Linux Firewalls mit iptables & Co. Addison-Wesley, 2006, ISBN 978-3-8273-2136-7.
- SELinux & AppArmor. Mandatory Access Control für Linux einsetzen und verwalten. Addison-Wesley, 2007, ISBN 978-3-8273-2363-7.
- VPN mit Linux. 2. überarb. Aufl. Addison-Wesley, 2010, ISBN 978-3-8273-2515-0.
- Linux-Firewalls: Sicherheit für Linux-Server und -Netzwerke mit IPv4 und IPv6. Addison-Wesley, 2011, ISBN 978-3-8273-3004-8.
- KVM für die Server-Virtualisierung: Von Konfiguration und Administration bis Clustering und Cloud. Addison-Wesley, 2012, ISBN  978-3-8273-3149-6.